# Липівка (Стрийський район)
Ли́півка — селище Стрийського району Львівської області. Це єдине селище у Львівській області. Населення становить 1126 осіб. Орган місцевого самоврядування — Тростянецька сільська рада.

## Історія
Колишня німецька колонія, заснована 1782 на землях сусіднього села Луб'яна під назвою Лінденфельд (Lindenfeld). У 1786 році тут нараховувалося 16 сімей.
Після другої совєцької окупації України село Лінденфельд перейменовано на Липівку (1950), громадяни німецького походження — депортовані комуністами.

## Герб та прапор
У зеленому полі дві золоті липи з корінням, поверх них — три срібні тонкі балки. Дві липи та три горизонтальні смуги були на печатках села з ХІХ ст. Герб є промовистим.

### Сучасний стан
Донедавна існувала як закрите військове містечко, До 2020 року підпорядковувалось Миколаївській міській раді. З 2020 р. є частиною Тростянецької сільської громади.
Спроби Львівської обласної ради сформувати селищну раду не увінчалися успіхом.
У селищі 4 продуктові магазини, клуб, школа, дитячий садок.

## Населення

### Мова
Розподіл населення за рідною мовою за даними перепису 2001 року:
| Мова            | Кількість | Відсоток |
| --------------- | --------- | -------- |
| українська      | 925       | 82.15%   |
| російська       | 200       | 17.76%   |
| інші/не вказали | 1         | 0.09%    |
| Усього          | 1126      | 100%     |